# 米沢武田家
米沢武田家（よねざわたけだけ）は、甲斐源氏武田氏の分家の一つ。江戸時代に出羽米沢藩上杉家に仕えた。大正時代に、武田信玄の直系は、旧幕臣の高家武田家（柳沢系武田家）と裁定されているが、同家は信玄の血統を受け継がない名跡上の子孫であるのに対して、当家は信玄の血統を連綿と受け継いでいる。

## 概要
甲斐、信濃、駿河等を領した戦国大名・武田信玄の七男（六男説もあり）で武田勝頼の弟である武田信清は、現在の山梨県南アルプス市加賀美の法善寺で出家していたが勝頼の命により還俗し、安田信清を名乗った。
天正10年（1582年）3月の武田氏の滅亡の際、信清は織田軍から逃れて高野山に潜んだ。その後、姉菊姫の婿である越後の戦国大名上杉景勝を頼って越後に入国、家臣化した。これが米沢武田家のはじまりである。途中で越後本庄氏から養子（信清の外孫で、血は繋がっている）を迎え、会津時代・米沢時代も家名をまっとうし、明治維新を迎えた。現在も子孫が健在である。家禄は3300石から1000石、最終的には主家の減封により500石となった。

## 歴代当主
1. 武田信清
2. 武田勝信
3. 武田信秀（本庄重長の三男、母は信清の娘、妻は勝信の娘）
4. 武田信安
5. 武田信全
6. 武田信久
7. 武田信福
8. 武田信順
9. 武田信明
10. 武田信篤
11. 武田大勝
12. 武田信一
13. 武田茂
14. 武田昌信 - 武田家旧温会顧問。会の公式サイトで十五世当主と記載されている[1]。